# Terápiás hatás
A Terápiás hatás (How About a Friendly Shrink?) a Született feleségek (Desperate Housewives) című amerikai filmsorozat százhuszonnegyedik epizódja. Az Amerikai Egyesült Államokban először az ABC (American Broadcasting Company) adó vetítette 2010. január 17-én.

## Az epizód cselekménye
Angie aggódva figyeli, ahogy a fia és Carlos unokahúga egyre közelebb kerülnek egymáshoz. Tom eközben úgy dönt, hogy Lynette nélkül is eljár a terápiára, mert szüksége van rá, hogy a gyermek elvesztését fel tudja dolgozni. Katherine-hez később váratlan látogató érkezik a rehabilitációs intézetbe. Gaby és Susan pedig azon versenyeznek, hogy melyikük gyermeke az okosabb...

## Mary Alice epizódzáró monológja
- A narrátor, Mary Alice monológja az epizód végén így hangzik (a magyar változat alapján):

"A legsötétebb pillanatainkban mindannyiunknak szüksége van valakire, aki meghallgat. Van, aki ilyenkor egy barátságos szakemberhez fordul. Van, aki ráhagyatkozik arra, aki idősebb és bölcsebb nála. És olyan is van, aki azok társaságát keresi, akik tudják min megy keresztül. De a legtöbbünk számára semmi sem olyan terápiás hatású, mint egy jó, hosszú beszélgetés egy pár régi baráttal. "

## Epizódcímek más nyelveken
- Angol: How About a Friendly Shrink? (Mit szólnál egy barátságos dilidokihoz?)
- Francia: Vos enfants chéris (A drága gyerekeid)
- Olasz: Qualcuno ci ascolti (Valaki, aki meghallgat)
- Német: Therapie (Terápia)